# Крутец (Бутурлинский район)
Крутец — село в Бутурлинском районе Нижегородской области, входит в состав Каменищенского сельсовета.
Село расположено в 16 км на северо-востоке от райцентра Бутурлино (19 км по автомобильной дороге), до Сергача 23 км (30 км по автомобильной дороге).
Вдоль западной части села протекает речка Переделка. На востоке расположены два водоёма — Новый пруд и Ендовой (Ендова), на севере — Чёрный пруд. В 3 км северо-восточнее Крутца находится деревня Ивановка, в 3 км к югу — село Иржино, в 5 км на запад по автомобильной трассе — село Яковлево, а 4 км далее — село Каменищи.
В селе имеется деревянная Церковь Сергия Радонежского, возведённая в 1801 году.

## Уроженцы села
- Варгин, Сергей Павлович (1926—2009) — бывший член Военного совета — начальник политического управления Северного флота, вице-адмирал в отставке.